# Deckenia imitatrix
Deckenia imitatrix is een krabbensoort uit de familie van de Potamonautidae. De wetenschappelijke naam van de soort is voor het eerst geldig gepubliceerd in 1869 door Hilgendorf.